# 政治言語学
政治言語学（せいじげんごがく）は、言語学と政治学が交差して形成された言語学の新しい下位学問分野である。

## 概要
例えば、標準語の成立などの国語改革の問題、いわゆる差別用語などの発生の問題、コミュニケーションの在り方と検閲の問題、宣伝や演説などにおける政治用語の問題など、言語は色々な側面において政治の影響を受けるので、いわば政治の研究は、言語の研究と切り離せない。そのため社会言語学との密接な関連性を持つ。
主な研究手法としては、談話分析や引用分析が用いられている。政治言語学の研究では、スローガン、マスメディア、討論、プロパガンダが個人の価値観やアイデンティティを説得する際の影響に注目することができる。